# Macedón férfi vízilabda-válogatott
A macedón férfi vízilabda-válogatott Macedónia nemzeti csapata, amelyet a Macedón Úszó-szövetség irányít.
A macedón válogatott 1991-ben alakult meg, az ország függetlenné válása nyomán. 1991 előtt Macedónia sportolói a jugoszláv férfi vízilabda-válogatott soraiban szerepeltek a különböző világversenyeken. Jelentősebb eredményt eddig nem értek el.

## Eredmények

### Olimpiai játékok
- 1992 — Nem jutott ki
- 1996 — Nem jutott ki
- 2000 — Nem jutott ki
- 2004 — Nem jutott ki
- 2008 — Nem jutott ki
- 2012 — Folyamatban

### Világbajnokság
- 1994: Nem vett részt
- 1998: Nem vett részt
- 2001: Nem vett részt
- 2003: Nem vett részt
- 2005: Nem vett részt
- 2007: Nem vett részt
- 2009: 14. hely
- 2011: Nem vett részt

### Világliga
- 2002–2010: Nem vett részt
- 2011: Selejtezőkör
- 2012: Selejtezőkör
- 2013: Nem indult
- 2014: Nem indult

### Európa-bajnokság
- 1993: Nem jutott ki
- 1995: Nem jutott ki
- 1997: Nem jutott ki
- 1999: Nem jutott ki
- 2001: Nem jutott ki
- 2003: Nem jutott ki
- 2006: Nem jutott ki
- 2008: 8. hely
- 2010: 12. hely
- 2012: 11. hely